# Edyta Górniak
Edyta Anna Górniak (phát âm tiếng Ba Lan: [ɛˈdɨta ˈɡurɲak]) (sinh ngày 14 tháng 11 năm 1972) là một nữ ca sĩ người Ba Lan với sự nghiệp trải dài 3 thập kỷ. Cô nổi tiếng bởi chất giọng nội lực kéo dài khoảng 4 quãng tám. Górniak bắt đầu làm diễn viên nhạc kịch vào năm 1990. Cô đã biểu diễn trong vở nhạc kịch nổi tiếng nhất trong lịch sử Ba Lan, vở Metro từng được đề cử giải Tony. Một số tiết mục của vở kịch đã được tổ chức tại sân khấu Broadway. Với màn thể hiện tại Eurovision Song Contest 1994 Górniak bắt đầu sự nghiệp làm ca sĩ nhạc pop tại quê nhà của mình và trên thị trường nhạc quốc tế. Cô là chủ nhân của Huy chương đồng cho lĩnh vực Văn hóa – Gloria Artis.

## Tiểu sử

### Gây đột phá tại Eurovision
Năm 1994, Górniak là ca sĩ người Ba Lan đầu tiên tranh tài tại Eurovision Song Contest – cuộc thi mà cô xuất sắc cán đích ở vị trí thứ hai, với màn biểu diễn được xem là hay nhất của Ba Lan tại cuộc thi này. Bài hát "To nie ja" ("That's Not Me") của cô cũng được phát hành đĩa đơn với tựa tiếng Anh là "Once in a Lifetime".
"To nie ja" chứng tỏ sức hút lớn đột phá của cô tại Ba Lan, trở thành bài hit đình đám nhất của năm 1994. Górniak đã ký hợp đồng với hãng đĩa EMI chi nhánh ở Ba Lan. Album phòng thu đầu tiên của cô, Dotyk ("The Touch") được phát hành sau đó một năm, tức là vào tháng 5 năm 1995 và bán ra nửa triệu bản tại Ba Lan. Album cho ra đời những bài hit mới như "Jestem kobietą" ("I'm a Woman") hay chính bài cùng tên album "Dotyk" – bài hit đình đám nhất của năm 1995. Với chất giọng nội lực và nhanh sắc tự nhiên, Górniak nhanh chóng trở thành thần tượng của giới trẻ tại Ba Lan. Năm 1996 cô ký một giao kèo với hãng EMI International tại Luân Đôn để phát hành 5 album. Tuy nhiên, cô vẫn tiếp tục cho ra nhạc ở thị trường Ba Lan và đã có thêm 3 bài hit nữa tại đây: Kolorowy wiatr ("Colourful Wind") – phiên bản tiếng Ba Lan bài "Colors of the Wind" lấy từ bộ phim hoạt hình Pocahontas của Disney, bài hit Love Is on the Line tại các hộp đêm (do Kylie Minogue sáng tác) và "To Atlanta!" ("It's Atlanta") – bài nhạc hiệu của Ba Lan tại Thế vận hội Mùa hè 1996.

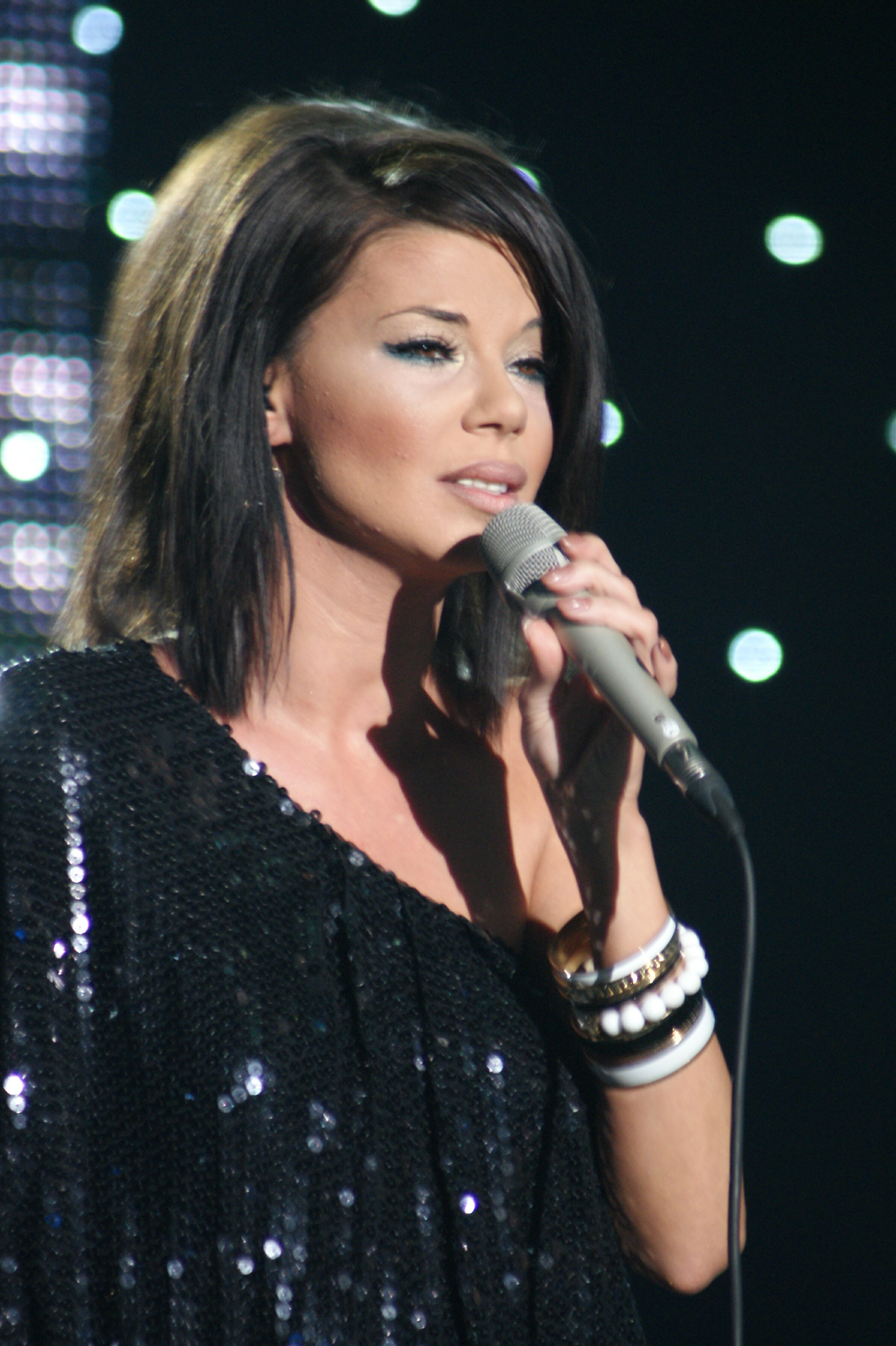
Edyta Górniak là một trong những nữ ca sĩ bán đĩa nhạc chạy nhất lịch sử Ba Lan.

### Sự nghiệp quốc tế
Górniak phát hành album tiếng Anh đầu tiên của cô mang tên Edyta Górniak sau đó một năm, tức vào tháng 11 năm 1997. Album Christopher Neil – người đứng sau những thành công trên thị trường quốc tế của Celine Dion – làm nhà sản xuất. Các bài hát được sáng tác bởi những nhạc sĩ chuyên viết nhạc cho các huyền thoại pop như: Billy Steinberg ("Like A Virgin" của Madonna), Simon Climie ("I Knew You Were Waiting (For Me)" của Aretha Franklin và George Michael), George Merrill vf Shannon Rubican ("I Wanna Dance With Somebody" của Whitney Houston), Siedah Garrett ("Man in the Mirror" của Michael Jackson) hay Rick Nowels ("Falling into You" của Celine Dion). Tuy nhiên, thành công ở mức không quá nổi bật của những đĩa đơn như When You Come Back to Me (bài này đặc biệt nổi tiếng tại Scandinavia và Bồ Đào Nha) và One & One (bài hit tại Pháp và Đức, là bài hit đầu tiên của một nghệ sĩ Ba Lan lọt vào bảng xếp hạng âm nhạc European Radio Top 50 airplay của Music & Media) đã tác động tới album trên thị trường nhạc toàn cầu với doanh số 500.000 bản quốc tế, trong đó có tới 150.000 bản tại Ba Lan. Nhà báo huyền thoại Fred Bronson của tạp chí Billboard đã lựa chọn album này là một trong 20 album hay nhất năm 1998 trên toàn thế giới.

## Danh sách đĩa nhạc
- Dotyk (1995)
- Edyta Górniak (1997)
- Perła (2002)
- Invisible (2003)
- EKG (2007)
- Zakochaj się na Święta w kolędach (2008)
- My (2012)

## Dancing with the Stars
Górniak đã tham dự mùa 12 của cuộc thi Dancing with the Stars phiên bản Ba Lan – Taniec z Gwiazdami. Cô bị loại ở vòng bán kết.
| Tuần #     | Điệu nhảy/bài hát                                            | Điểm của giám khảo | Điểm của giám khảo | Điểm của giám khảo | Điểm của giám khảo | Kết quả    |
| Tuần #     | Điệu nhảy/bài hát                                            | Pavlović           | Wodecki            | Tyszkiewicz        | Galiński           | Kết quả    |
| 1          | Group Salsa/ "Honeymoon Song"                                | N/A                | N/A                | N/A                | N/A                | An toàn    |
| 2          | Quickstep/ "Sparkling Diamonds"                              | 7                  | 10                 | 10                 | 7                  | An toàn    |
| 3          | Tango/ "El Tango de Roxanne"                                 | 9                  | 10                 | 10                 | 10                 | An toàn    |
| 4          | Paso Doble/ "Paso Royale"                                    | 8                  | 9                  | 10                 | 8                  | An toàn    |
| 5          | Viennese Waltz/ "Wspomnienie"                                | 10                 | 10                 | 10                 | 10                 | An toàn    |
| 6          | Salsa/ "La Vida es un Carnaval"                              | 8                  | 9                  | 10                 | 8                  | An toàn    |
| 7          | Jive/ "Chłopaki nie płaczą"                                  | 9                  | 10                 | 10                 | 10                 | An toàn    |
| 8          | Waltz/ "Angel"                                               | 10                 | 10                 | 10                 | 10                 | An toàn    |
| 9          | Samba/ "Tyle słońca w całym mieście"                         | 10                 | 10                 | 10                 | 10                 | An toàn    |
| 10         | Foxtrot/ "Manhattan" Salsa/ "La Luz del Ritmo"               | 7 8                | 10                 | 10                 | 7 10               | Hạng bét 2 |
| 11         | Quickstep/ "Jožin z bažin" Rumba/ "Liberian Girl"            | 7 10               | 9 10               | 10                 | 8 10               | An toàn    |
| 12 Bán kết | Cha-Cha-Cha/ "Sway" Argentine Tango/ "Tango De Los Asesinos" | 9 10               | 9 10               | 10                 | 9 10               | Bị loại    |